# Талангуй
Талангу́й — река в Забайкальском крае России, левый приток реки Унды. Длина реки — 120 км. Водосборная площадь — 2210 км².
Берёт начало на северо-западном склоне хребта Кукульбей. Ледяной покров на реке обычно устанавливается в конце октября и разрушается в начале мая. Продолжительность ледостава составляет 170—200 дней. Толщина льда достигает 160—165 см. Река часто перемерзает.
Притоки: Икагия, Синдуя, Глазкина, Мунга, Большой Ушмун, Ильдикан.